# Blanchard (Iowa)
Pour les articles homonymes, voir Blanchard.
Blanchard est une ville du comté de Page, en Iowa, aux États-Unis. Elle est fondée en 1879 et incorporée le 11 juin 1880.

## Source de la traduction
- (en) Cet article est partiellement ou en totalité issu de l’article de Wikipédia en anglais intitulé « Blanchard, Iowa » (voir la liste des auteurs).